# Décès en janvier 1982
Décès
- 1978
- 1979
- 1980
- 1981
- 1982
- 1983
- 1984
- 1985
- 1986

Pour une information complémentaire, voir la page d'aide.

| Date        | Nom                | Activités               | Âge | Source |
| ----------- | ------------------ | ----------------------- | --- | ------ |
| 1er janvier | Jean Cueff         | Footballeur français.   | 50  |        |
| 11 janvier  | Madeline Montalban | Ésotériste britannique. | 72  | (en)   |